# Apácatorna
Apácatorna is een plaats (község) en gemeente in het Hongaarse comitaat Veszprém. Apácatorna telt 185 inwoners (2001).